# Iboga
Iboga (Tabernanthe iboga) je tropický keř z čeledi toješťovité používaný jako halucinogenní a stimulační droga a k léčení závislosti na opiátech. V západní Africe je kůra z kořene žvýkána z rituálních důvodů. Iboga v malých dávkách stimuluje centrální nervový systém, ve velkých navozuje halucinace. Pro své účinky je iboga požívána i gorilami, prasaty a dikobrazy. Psychoaktivní účinky mají i ostatní druhy rodu Tabernanthe, ale kvůli vysoké toxicitě nejsou využívány, výjimkou je druh Tabernanthe manii.
Ibogain, aktivní alkaloid ibogy, byl objeven v roce 1901, v 20. letech 20. století byl doporučován jako stimulans léčby neurastenie, v 30. letech 20. století byl extrakt prodáván ve Francii jako Lambaréné. V 60. letech 20. století se začaly objevovat zprávy o halucinogenních účincích a byl v mnoha zemích zakázán.

## Popis
Iboga je jeden až dva metry vysoký keř. Ve vhodných podmínkách může dorůst až do stromu o výšce 10 metrů. Rostlina obsahuje mléčnice, jež obsahují zapáchající latex. Listy jsou vstřícné a kopinaté, dlouhé přibližně 8–10 cm. Květy jsou růžové či růžovobílé a rostou ve skupinách po pěti až dvanácti. Plodí oranžově zbarvené, zašpičatělé, oválné bobule s rozbrázděným endospermem. V době zralosti jsou plody velké přibližně 3–6,5 cm. Kořeny jsou robustní, silně větvené s robustními, silně větvenými žlutavými kořeny. Kořen obsahuje indolové alkaloidy, z nichž nejdůležitější je ibogain. Nejvíce aktivních látek se nachází v kůře kořene, je hořká a způsobuje znecitlivění úst.

## Areál rozšíření
Iboga roste v deštných pralesích západní Afriky, v zemích Gabon, Kamerun, Rovníková Guinea, Konžské demokratické republice a Konžské republice. Původní je v Gabonu a Kongu.

## Etymologie
Vědecké jméno Tabernanthe iboga popsal Henri Ernest Baillon a publikoval v Bulletinu Mensuel de la Société Linnéenne de Paris v roce 1889.
Rodové jméno Tabernanthe je složeninou z latinského taberna, "hospoda" (případně "chýše", "tržní stánek"), a řeckého: ἄνθος (anthos) "květina" - dává doslovný význam "hospodská květina". Na druhé straně to mohlo být stejně dobře zamýšleno (jako druh botanické zkratky) jako „mít květ podobný květu rostlin patřících do rodu Tabernaemontana“. Pokud je první domněnka správná, název mohl také naznačovat, že se rostlina pěstuje v blízkosti chýší, prodává se na stáncích na trhu nebo dokonce, že – stejně jako nápoje prodávané v hospodě – je rostlina omamná, tato všechna vysvětlení by představovala výstižné popisy často pěstované a oblíbené psychoaktivní rostliny. 
Druhový název iboga je jednoduše jedním z řady tradičních názvů rostliny užívaném v jejím rodném Gabonu.

## Historie
O rituálním používání ibogy v Africe poprvé informovali francouzští a belgičtí průzkumníci v 19. století, počínaje prací francouzského námořního chirurga a průzkumníka Gabonu Griffon du Bellay, který ji správně identifikoval jako keř patřící do čeledi Apocynaceae. – jak je zaznamenáno v krátké eseji Charlese Eugèna Aubry-Lecomta o rostlinných jedech západní Afriky, publikované v roce 1864.
Parmi les plantes rares ou nouvelles rapportées par le docteur Griffon du Bellay, la famille des apocynées contient encore deux poisons; l'un, nommé iboga, n'est toxique qu'à hautes doses et a l'état frais. Pris en petit quantité, il est aphrodisiaque et stimulante du systeme nerveux; les guerriers et chasseurs en font grand usage pour se tenir éveillés dans les affûts de nuit; de même que pour le M'boundou, le principe actif réside dans la racine qu'on mâche comme la coca.
Překlad: 
Mezi vzácnými nebo novými rostlinami, které uvádí doktor Griffon du Bellay, čeleď Apocynaceae dále obsahuje dva jedy; první, zvaná iboga, je toxická pouze ve vysokých dávkách a v čerstvém stavu. V malých množstvích je afrodiziakum a stimulantem nervového systému; válečníci a lovci ji hojně využívají, aby se v nočních úkrytech udrželi vzhůru; stejně jako u M'boundou, aktivní princip spočívá v kořeni, který se žvýká jako koka.

## Chemické složení
Indolové alkaloidy tvoří asi 6 % kořenové kůry ibogy.  Výzkum se z velké části zaměřil na farmakologii ibogainu. Od ostatních alkaloidů ve své třídě se odlišuje přítomností methoxyskupiny na molekule ibogaminu. Alkaloidy, které jsou přítomny ve více než 1 % v kořenové kůře, jsou  (v sestupném pořadí):
- Ibogain
- Iboxygain
- Ibogalin
- alloibogain
- katarantin
- Ibogamin
- Noribogain
- Voacangin
- Yohimbin
- Hydroxyibogamin

V této rostlině se přirozeně vyskytuje také 18-methoxycoronaridin, syntetický derivát ibogainu.

## Tradiční užití
Iboga je centrálním objektem náboženství Bwiti praktikovaného v západní Africe, především v Gabonu, Kamerunu a Konžské republice, v kterém je užívána kořenová kůra rostliny v mnoha rituálech. Kůra je nejčastěji užívána čerstvá či nasušená, občase se užívá odvar ze dřeva kořenů. Iboga je požívána v masivních dávkách během tzv. Bwiti Iniciace, množství zkonzumované ibogy může být 1-3 talíře čerstvé kůry. Při iniciaci se iboga někdy kombinuje s rostlinami jako Alchornea floribunda a Elaeophorbia drupifera, jež v kombinaci s ibogou působí jako MAO inhibitory, což může způsobit fyzické zhroucení, které je při rituálu žádoucí. V menších dávkách, 1–5 kávových lžiček rozemleté kůry, je užívání spojeno s celonočními rituály ve spojení s hudbou, kmenovými tanci a modlitbami pořádanými většinou v noci.
Příznivci Bwiti věří, že požití jim umožní kontakt se světem duchů a pomůže v komunikaci s předky. Podle jedné z pygmejských pověstí vznikla iboga z těla roztrhaného muže, aby s ním jeho manželka mohla rozmlouvat. 
Náboženství Bwiti pochází od Pygmejů, kteří objevili účinky konzumace druhé vrstvy kořene keře iboga. Pygmejové – v Gabonu především etnikum Mbenge (skupiny Aka, Gyele, Bongo, Baka a Kola) – vypozorovali zvláštní účinek ibogy u horských goril, které kořen okusovaly. Pygmejští lovci byli po malých dávkách drceného kořene ibogy schopni urazit znatelně delší vzdálenost, unést větší zátěž a několik dní nespat. Větší dávky ibogy vedou k výrazným halucinacím a dávka užívaná k iniciaci bwiti může způsobit dočasné bezvědomí. Pygmejové začali větší dávky ibogy používat k duchovním účelům, k získání vhledu do reality a časem rozvinuli unikátní náboženský směr.Ženská verze Bwiti bývá nazývána Mbiry.
Bwitisté byli objektem perzekuce ze strany katolických misionářů, jež proti tomuto náboženství vystupují dodnes. Léon M´ba, před svým nástupem do funkce prezidenta Gabonu roku 1960, bránil Bwiti a užívání ibogy u francouzských koloniálních soudů. 6. června 2000 Rada ministrů Republiky Gabon vyhlásila ibogu národním pokladem.

## Účinky
Za kritickou dávku bývá považováno 300 miligramů usušené kůry, při kterých už se objevují příznaky jako závratě a duchovní vhledy. U pravidelných uživatelů se však tolerance zvyšuje a ti mohou snést i dávky mnohem vyšší. Zvracení se obvykle dostavuje od dávek 5 či více gramů. Iboga by se neměla kombinovat s jinými psychoaktivními drogami ani alkoholem a měla by být požívána nalačno.
V nižších dávkách má iboga stimulanční efekt a je užívána k udržení ostražitosti při lovu. Ve vyšších vyvolává vizuální halucinace, změnu vnímání času a pocit odosobnění. V ještě vyšších dávkách se objevují další smyslové halucinace a synestesie, a také proměnlivá nálada, například euforie, smutek či strach. Při předávkování se ztrácí schopnost pohybu, zhroucení či kóma. Přibližně polovina lidí po iboze popisuje stavy mdlob, ospalosti, nutkání ke zvracení a nechuť ke komunikaci. Účinky kořene rostliny jsou komplexnější než účinky čistého ibogainu a trvají okolo dvanácti hodin a více.

## Léčba závislosti
Mimo Afriku bývá výtažek z ibogy v podobě čistého ibogainu používán na léčbu závislosti na opiátech či jiných substancích. Terapie může trvat několik dní a subjekt všeobecně ztrácí fyzickou závislost. Podle některých názorů by šlo ibogain využít i na léčení závislosti na alkoholu a nikotinu. Nově se objevila nová látka pojmenovaná Tabernanthalog získaná právě z ibogy, která se jeví jako nový lék na závislosti bez vedlejších účinků.